# Iqalulialuk
Iqalulialuk, tidigare benämnd Ekalulia Island, är en ö i Kanada.   Den ligger i territoriet Nunavut, i den centrala delen av landet, 3 100 km nordväst om huvudstaden Ottawa. Arean är 121 kvadratkilometer.
Terrängen på Iqalulialuk är lite kuperad. Öns högsta punkt är 299 meter över havet. Den sträcker sig 23,8 kilometer i nord-sydlig riktning, och 9,6 kilometer i öst-västlig riktning.
Trakten runt Iqalulialuk består i huvudsak av gräsmarker. Trakten runt Iqalulialuk är nära nog obefolkad, med mindre än två invånare per kvadratkilometer.